# NBA All-Star Game 1978
Le NBA All-Star Game 1978 s’est déroulé le 5 février 1978 dans le Omni Coliseum d'Atlanta.

## Effectif All-Star de l’Est
- Dave Cowens (Celtics de Boston)
- Bob McAdoo (Knicks de New York)
- Moses Malone (Rockets de Houston)
- John Havlicek (Celtics de Boston)
- Julius Erving (76ers de Philadelphie)
- Elvin Hayes (Washington Bullets)
- Pete Maravich (New Orleans Jazz)
- Randy Smith (Buffalo Braves)
- George Gervin (Spurs de San Antonio)
- Leonard Robinson (New Orleans Jazz)
- Larry Kenon (Spurs de San Antonio)
- Doug Collins (76ers de Philadelphie)

## Effectif All-Star de l’Ouest
- Bill Walton (Trail Blazers de Portland)
- Rick Barry (Warriors de Golden State)
- Walter Davis  (Suns de Phoenix)
- Bobby Jones (Nuggets de Denver)
- David Thompson (Nuggets de Denver)
- Paul Westphal (Suns de Phoenix)
- Maurice Lucas (Trail Blazers de Portland)
- Lionel Hollins (Trail Blazers de Portland)
- Artis Gilmore (Bulls de Chicago)
- Bob Lanier (Pistons de Détroit)
- Brian Winters (Bucks de Milwaukee)